# 1963
1963 (MCMLXIII) je bilo navadno leto, ki se je po gregorijanskem koledarju začelo na torek.

## Dogodki
- 22. januar - Francija in Zahodna Nemčija se s podpisom elizejske pogodbe zavežeta k spravi in tesnejšemu sodelovanju.
- 21. februar - potres uniči večino mesta Marj v Libiji in zahteva okrog 300 žrtev.
- 17. marec - po več dneh ognjeniške aktivnosti izbruhne gora Agung na Baliju; piroklastični tokovi uničijo več vasi in povzročijo smrt okrog 2000 ljudi.
- 21. marec - ameriške zvezne oblasti dokončno zaprejo kaznilnico Alcatraz, preostalih 27 jetnikov je premeščenih drugam.
- 22. marec - Please Please Me, debitanski album skupine The Beatles, izide pri založbi Parlophone.
- 7. april - razglašena je nova jugoslovanska ustava, država uradno spremeni ime v Socialistična federativna republika Jugoslavija in Josip Broz - Tito dobi položaj dosmrtnega predsednika.
- 12. april - policija v Alabami aretira Martina Luthra Kinga ml., Ralpha Abernathyja in Freda Shuttleswortha zaradi »prirejanja parade brez dovoljenja«.
- 28. april - na parlamentarnih volitvah v Italiji zmaga Krščanska demokracija z Aldom Morom na čelu.
- 15. maj - na zadnjo misijo ameriškega programa vesoljskih poletov Mercury z oznako Mercury-Atlas 9 je izstreljena kapsula Faith 7 z astronavtom Gordonom Cooperjem.
- 25. maj - v Adis Abebi je ustanovljena Organizacija afriške enotnosti.
- 5. junij - v Montréalu se odvija prvi nabor lige NHL.
- 16. junij - s sovjetsko odpravo Vostok 6 poleti v vesolje prva ženska, kozmonavtka Valentina Tereškova.
- 21. junij - Papež Pavel VI. je izvoljen za 262. papeža Rimskokatoliške cerkve.
- 26. junij - ameriški predsednik John F. Kennedy ima v Berlinu svoj znameniti govor »Ich bin ein Berliner«.
- 10. julij - Velenje postane upravno središče Šaleške doline.
- 26. julij - 
  - močan potres v Skopju (Makedonija) uniči večino mesta in zahteva več kot 1000 žrtev.
  - NASA izstreli Syncom 2, prvi geostacionarni (geosinhroni) satelit.
- 5. avgust - Sovjetska zveza, Združene države in Združeno kraljestvo podpišejo sporazum o delni prekinitvi jedrskih preskusov.
- 15. avgust - po več dneh nemirov je strmoglavljen prvi predsednik Republike Kongo Fulbert Youlou.
- 28. avgust - Martin Luther King ml. ima med pohodom na Washington za službe in svobodo svoj znameniti govor »I have a dream«.
- 16. september - z združitvijo Malajske federacije, Singapurja, Severnega Bornea in Sarawaka nastane država Malezija.
- 29. september - s papeževim nagovorom se prične drugi del Drugega vatikanskega koncila.
- 1. oktober - Nigerija dobi svojo prvo ustavo in postane republika.
- 4. oktober - hurikan Flora, eden najsmrtonosnejših atlantskih ciklonov, doseže Hispaniolo in Kubo ter zahteva skoraj 7000 žrtev.
- 9. oktober - voda zaradi plazu preplavi jez Vajont v severovzhodni Italiji in povzroči smrt okrog 2000 ljudi.
- 1. november - z obratovanjem prične astronomski Observatorij Arecibo v Portoriku.
- 2. november - v vojaškem državnem udaru v Južnem Vietnamu je ubit predsednik Ngo Dinh Diem.
- 22. november - med procesijo v mestu Dallas, Teksas, je ustreljen in smrtno ranjen ameriški predsednik John F. Kennedy, na njegovo mesto pride dotakratni podpredsednik Lyndon Baines Johnson.
- 23. november - BBC predvaja prvo epizodo znanstvenofantastične serije Doctor Who.
- 24. november - Lastnik nočnega kluba v Dallasu Jack Ruby ustreli in smrtno rani Lee Harveya Oswalda, atentaorja, ki je dva dni pred tem ubil ameriškega predsednika Kennedyja. Dogodek v živo predvaja na stotine televizij.
- 9. november - v eksploziji v premogovniku na Japonskem umre 458 rudarjev, dodatnih 839 mora na zdravljenje zaradi zastrupitve z ogljikovim monoksidom.
- 12. december - Kenija postane neodvisna država.
- 24. december - odprt je Aerodrom Ljubljana, danes Letališče Jožeta Pučnika Ljubljana.

## Rojstva
- 1. januar - Srđan Dragojević, srbski režiser in scenarist
- 4. januar - Till Lindemann, nemški glasbenik
- 14. januar - Steven Soderbergh, ameriški filmski režiser
- 20. januar - Leon Novak, slovenski evangeličanski duhovnik in škof
- 21. januar - Hakeem Abdul Olajuwon, ameriški košarkar nigerijskega rodu
- 26. januar - José Mourinho, portugalski nogometni menedžer
- 2. feburar - Franc Bogovič, slovenski podjetnik, agronom in politik
- 7. februar - Karel Turner, slovenski pesnik, kantavtor
- 17. februar - Michael Jordan, ameriški košarkar
- 19. februar - Seal, angleški pevec
- 27. marec - Quentin Tarantino, ameriški filmski režiser
- 29. marec - Rajmond Debevec, slovenski športni strelec
- 6. april - Rafael Correa, ekvadorski politik
- 13. april - Gari Kasparov, ruski šahist
- 26. april - Jet Li, kitajski mojster borilnih veščin in igralec
- 29. april - Simona Weiss, slovenska pevka († 2015)
- 8. maj - Helena Blagne Zaman, slovenska pevka
- 24. maj - Joe Dumars, ameriški košarkar
- 25. maj - Mike Myers, kanadski igralec in komik
- 3. junij - Tošiaki Karasava, japonski gledališki in filmski igralec
- 6. junij - Vladimír Růžička, češki hokejist
- 9. junij - Johnny Depp, ameriški igralec scenarist, režiser, producent in glasbenik
- 15. junij - Helen Hunt, ameriška filmska igralka
- 24. junij - Anatolij Borisovič Jurkin, ruski pisatelj znanstvene fantastike
- 25. junij - George Michael, angleški pevec
- 29. junij - Anne-Sophie Mutter, nemška violinistka
- 16. julij - Srečko Katanec, slovenski nogometaš in nogometni trener
- 17. julij - Matti Nykänen, finski smučarski skakalec
- 3. avgust - James Hetfield, ameriški glasbenik
- 13. avgust - Roman Vodeb, slovenski (teoretski) psihoanalitik
- 22. avgust - Tori Amos, ameriška pevka
- 25. avgust - Miro Cerar (pravnik), slovenski pravnik in politik
- 4. september - Renato Jenček, slovenski dramski igralec
- 13. september - Sophie in 't Veld, nizozemska političarka
- 12. oktober - Satoši Kon, japonski režiser in stripar († 2010)
- 2. november - Borut Pahor, slovenski politik
- 20. november - William Timothy Gowers, angleški matematik
- 4. december - Sergej Bubka, ukrajinski atlet
- 18. december - Brad Pitt, ameriški igralec in producent

## Smrti
- 12. januar - Ramón Gómez de la Serna, španski pisatelj (* 1888)
- 14. januar - Julij Betetto, slovenski pevec, basist, skladatelj (* 1885)
- 28. januar - Jean-Felix Picard, švicarski znanstvenik, balonar (* 1884)
- 6. februar - Abd El Krim, maroški politik (* 1882/83)
- 28. februar - Radžendra Prasad, indijski politik (* 1884)
- 16. marec - William Henry Beveridge, britanski politik in ekonomist (* 1879)
- 27. marec - Bogomir Magajna, slovenski pisatelj, zdravnik in urednik (* 1904)
- 31. marec - Alfonz Gspan, slovenski entomolog, botanik in geometer (* 1878)
- 12. april - Kazimierz Ajdukiewicz, poljski logik in filozof (* 1890)
- 1. maj - 
  - Veza Canetti, avstrijska pisateljica in prevajalka (* 1897)
  - Anton Sovre, slovenski filolog in prevajalec (* 1885)
- 6. maj - Theodore von Kármán, ameriški letalski inženir, matematik, fizik (* 1881)
- 11. maj - Herbert Spencer Gasser, ameriški fiziolog, nobelovec (* 1888)
- 3. junij - Papež Janez XXIII. (* 1881)
- 12. junij - Andrew Browne Cunningham, britanski admiral (* 1883)
- 17. junij - Alan Francis Brooke, britanski maršal (* 1883)
- 2. julij - Seth Barnes Nicholson, ameriški astronom (* 1891)
- 7. julij - Anton Vovk, slovenski rimskokatoliški duhovnik, prvi ljubljanski nadškof (* 1900)
- 15. avgust - Vsevolod Vjačeslavovič Ivanov, ruski pisatelj (* 1895)
- 27. avgust - Garrett Morgan, ameriški izumitelj (* 1877)
- 31. avgust - Georges Braque, francoski slikar, kipar (* 1882)
- 25. september - Georg Lindemann, nemški general (* 1884)
- 11. oktober - 
  - Jean Cocteau, francoski pisatelj, dramatik, oblikovalec in režiser (* 1889)
  - Edith Piaf, francoska pevka (* 1915)
- 14. oktober - Pavel Flere, slovenski publicist, organizator šolstva in kritik (* 1883)
- 2. november - Ngo Dinh Diem, vietnamski politik (* 1901)
- 22. november - 
  - Aldous Huxley, angleški pisatelj, kritik in filozof (* 1894)
  - John F. Kennedy, ameriški politik (* 1917)
  - J. D. Tippit, ameriški policist (* 1924)
  - Clive Staples Lewis, britanski zgodovinar, pisatelj, kritik in radijski voditelj (* 1898)
- 24. november - Lee Harvey Oswald, ameriški marinec in atentator (*1939)
- 12. december - Theodor Heuss, nemški politik (* 1884)
- 14. december - Dinah Washington, ameriška pevka (* 1924)

## Nobelove nagrade
- Fizika - Eugene Paul Wigner, Maria Goeppert-Mayer, J. Hans D. Jensen
- Kemija - Karl Ziegler, Giulio Natta
- Fiziologija ali medicina - John Carew Eccles, Alan Lloyd Hodgkin, Andrew Fielding Huxley
- Književnost - Giorgos Seferis
- Mir - Mednarodni komite Rdečega križa, Liga skupnosti Rdečega križa